# Вальтер Зурен
Вальтер Зурен (нім. Walter Surén; 15 серпня 1880, Торн — 8 березня 1976, Роттах-Егерн) — німецький офіцер, генерал військ зв'язку люфтваффе. Кавалер Німецького хреста в сріблі.

## Біографія
9 лютого 1900 року вступив в 1-й залізничний полк. Закінчив Військову академію (1911). З 1912 року служив в 5-му, з 1913 року — в 1-му телеграфному батальйоні. Учасник Першої світової війни, з 2 серпня 1914 року — командир автомобільного телефонного батальйону Головної штаб-квартири діючої армії. З 25 листопада 1915 по 12 жовтня 1916 року — командир 7-го, з 1 січня 1917 року — 11-го телефонного батальйону, з 15 березня 1917 року — 11-ї телефонної групи 11-го армійського корпусу. З 13 серпня 1917 року — радник з питань зв'язку в штабі групи армій кронпринца.
9 лютого 1920 року звільнений у відставку. В 1920-33 роках — представник і інженер німецької залізничної компанії в Югославії. 1 травня 1934 року вступив на службу в Імперське міністерство авіації і 1 квітня 1938 року зарахований в люфтваффе. З 1 липня 1938 року — начальник служби зв'язку 3-го Командування групи ВПС (з 1 лютого 1939 року — 3-го повітряного флоту і командир 3-го полку зв'язку люфтваффе).
З 1 вересня 1939 року — вищий командир частин зв'язку 3-го, з 19 вересня 1940 року — 4-го повітряного флоту. Учасник Польської і Французької кампаній, а також Німецько-радянської війни. З 18 листопада 1942 року — начальник служби зв'язку головнокомандувача на Півдні генерал-фельдмаршала Альберта Кессельрінга. У вересні 1943 року відкликаний до Берліна і призначений інспектором дротяного телеграфного зв'язку в штабі генерала військ зв'язку люфтваффе. 1 січня 1945 року переведений в резерв ОКЛ, а 28 лютого звільнений у відставку.

## Звання
- Фанен-юнкер (9 лютого 1900)
- Лейтенант (18 січня 1901)
- Оберлейтенант (1 жовтня 1907)
- Гауптман (10 вересня 1913)
- Майор запасу (9 лютого 1920)
- Майор (1 жовтня 1934)
- Оберстлейтенант (1 лютого 1935)
- Оберст (1 квітня 1937)
- Генерал-майор (1 квітня 1939)
- Генерал-лейтенант (1 квітня 1941)
- Генерал військ зв'язку (30 січня 1945)

## Нагороди
Отримав численні нагороди, серед яких:
- Орден Корони (Пруссія) 4-го класу[1]
- Залізний хрест 2-го і 1-го класу
- Королівський орден дому Гогенцоллернів, лицарський хрест з мечами
- Почесний хрест ветерана війни з мечами
- Медаль «За вислугу років у Вермахті» 4-го, 3-го і 2-го класу (18 років)
- Медаль «У пам'ять 1 жовтня 1938» із застібкою «Празький град»
- Застібка до Залізного хреста 2-го і 1-го класу
- Хрест Воєнних заслуг 2-го і 1-го класу з мечами
- Німецький хрест в сріблі (21 вересня 1942)